# (9503) Agrawain
(9503) Agrawain (2180 T-2) – planetoida z pasa głównego asteroid okrążająca Słońce w ciągu 5,53 lat w średniej odległości 3,12 j.a. Odkryta 29 września 1973 roku.